# Arteria circunfleja femoral medial
La arteria circunfleja femoral medial es una arteria de la parte superior del muslo que suministra sangre al cuello del fémur. Se origina en la arteria femoral profunda. Ocasionalmente puede nacer directamente de la arteria femoral.

## Trayecto
Nace en la cara medial y posterior de la arteria femoral profunda, y rodea la parte medial del fémur, pasando entre los músculos pectíneo e iliopsoas, y entre los músculos obturador externo y aductor corto.

## Ramas
Según el Diccionario enciclopédico ilustrado de medicina Dorland, 27ª edición, presenta ramas profundas, ascendentes, transversas y acetabulares.
Según Anatomía de Gray, en el borde superior del músculo aductor corto emite dos ramas:
- La rama ascendente, que se distribuye hacia los músculos aductores (aductor corto, aductor largo y aductor mayor), el músculo grácil y el obturador externo, y se anastomosa con la arteria obturatriz.
- La rama descendente, que desciende bajo el músculo aductor corto, para irrigar a este músculo y al aductor mayor; la continuación de este vaso pasa hacia atrás y se divide en ramas superficial, profunda y acetabular.

## Árbol arterial en la Terminología Anatómica
La Terminología Anatómica cita las siguientes ramas:
A12.2.16.022 Rama superficial de la arteria circunfleja femoral medial (ramus superficialis arteriae circumflexae femoris medialis).
A12.2.16.023 Rama profunda de la arteria circunfleja femoral medial (ramus profundus arteriae circumflexae femoris).
A12.2.16.024 Rama acetabular de la arteria circunfleja femoral medial (ramus acetabularis arteriae circumflexae femoris).
A12.2.16.025 Rama ascendente de la arteria circunfleja femoral medial (ramus ascendens arteriae circumflexae femoris medialis).
A12.2.16.026 Rama descendente de la arteria circunfleja femoral medial (ramus descendens arteriae circumflexae femoris medialis).

## Distribución
Se distribuye hacia la articulación de la cadera y los músculos del muslo.

## Patología
El daño en la arteria subsiguiente a una fractura del cuello del fémur puede llevar a una necrosis avascular (isquémica) del cuello/cabeza femoral.

## Imágenes adicionales

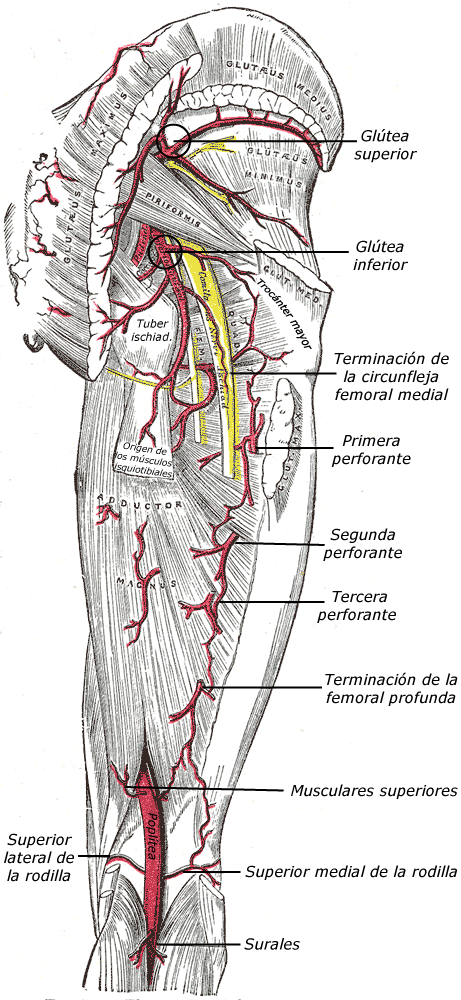
Arterias de las regiones glútea y femoral posterior.